# چشمان آبی عروسک شکسته
چشمان آبی عروسک شکسته (اسپانیایی: Los ojos azules de la muñeca rota‎) یک فیلم ترسناک جالوی اسپانیایی است که در سال ۱۹۷۳ منتشر شد. این فیلم مدتی در بریتانیا توقیف و ممنوع بود.

## گزیدهٔ بازیگران
- پائول نسچی
- دیانا لوریس
- ماریا پرشی
- لوئیس سیخس
- پیلار باردم
- اِوا لئونه